# Have You in My Wilderness
Have You in My Wilderness es el cuarto álbum de estudio de la cantante estadounidense Julia Holter. Lanzado el 25 de septiembre de 2015, bajo el sello Domino Recording Company. Coproducido por Holter y Cole M.G.N., al álbum fue precedido por los sencillos "Feel You" y "Sea Calls Me Home".
El álbum fue recibido con aclamación de la crítica, posicionándose alto en diversas listas de lo mejor del año en varias publicaciones, llevando así a Holter a una mayor exposición.

## Escritura y Composición
En contraposición a su predecesor, Loud City Song, que estaba conceptualmente inspirado por el film Gigi. Have You In My Wilderness no está atado a una sola narrativa. Previo al lanzamiento del álbum Holter señaló: "Es más parecido a Ekstasis que al disco anterior. [...] Para mi es más fácil presentar una única historia la cual lo enlace todo junto, así que este álbum fue mucho más difícil de hacer: de hacer algo en donde yo misma tengo que inventarme historias para cada una de las canciones."
Respecto al proceso de escritura para las canciones, Holter señaló, "Básicamente yo solo suelo escribir conscientemente hasta cierto punto. Dejo que las canciones vayan donde quieran ir. No creo que sea una idea original, para nada, pero creo que lo llevó al extremo." Ambas canciones "Sea Calls Me Home" y "Betsy on the Roof" fueron escritas años antes de ser grabadas y frecuentemente presentadas en vivo durante las presentaciones de Holter. "Lucette Stranded on the Island" fue influenciada por la novela de Colette, Chance Acquaintances, mientras que el personaje recurrente Sally Bowles del escritor Christopher Isherwood, fue una influencia en la escritura de "How Long?".
Holter citó a la canción "Duchess" del músico Scott Walker como una influencia clave para el álbum, señalando: "De alguna manera esa canción capta lo que intentaba hacer a un nivel mayor: este cálido, excelente grupo de canciones de amor. Eso es lo que tenía en mente, [pero] al final no creo que haya dado con eso."

## Grabación
El proceso de grabación para Have You in My Wilderness tomó más tiempo que el esperado: "Tomo un tiempo largo. Tuvimos que grabar varias veces. Fue frustrante. La última vez fue tan fácil de hacer, de alguna manera, y este álbum es como un niño turbulento. Fue tan difícil." Holter le da crédito al productor Cole M.G.N. por poner su voz al frente en las canciones, señalando "[El] realmente me impulsó a poner mi voz al frente. Me impulsó a dejar salir mi voz porque tiendo a no hacerlo. Usualmente me gusta esconder mi voz detrás de la música."
Holter grabó el álbum con la idea de expandirse sobre su sonido: "Todos mis proyectos son muy diferentes, en mi mente, pero este está trabajado en relación a baladas de los 60s. realmente quería que tenga este gran sonido, aunque eso no significa que hare musica que suene así de nuevo."

## Lista de canciones
Todas las canciones escritas y compuestas por Julia Holter.

| N.º   | Título                           | Duración |  |
| 1.    | «Feel You»                       | 4:08     |  |
| 2.    | «Silhouette»                     | 3:53     |  |
| 3.    | «How Long?»                      | 3:58     |  |
| 4.    | «Lucette Stranded on the Island» | 6:46     |  |
| 5.    | «Sea Calls Me Home»              | 3:07     |  |
| 6.    | «Night Song»                     | 4:12     |  |
| 7.    | «Everytime Boots»                | 3:28     |  |
| 8.    | «Betsy on the Roof»              | 6:15     |  |
| 9.    | «Vasquez»                        | 6:37     |  |
| 10.   | «Have You in My Wilderness»      | 3:36     |  |
| 46:00 |                                  |          |  |

## Posicionamiento en listas
| País              | Lista                    | Mejor posición |
| 2015              | 2015                     | 2015           |
| ----------------- | ------------------------ | -------------- |
| Alemania          | German Albums Chart      | 100            |
| Bélgica (Flandes) | Belgian Albums Chart     | 56             |
| Bélgica (Valonia) | Belgian Albums Chart     | 107            |
| Escocia           | Scottish Albums Chart    | 26             |
| España            | Promusicae               | 95             |
| Estados Unidos    | Heatseekers Albums       | 3              |
| Estados Unidos    | Rock Albums              | 40             |
| Irlanda           | Irish Albums Chart       | 43             |
| Países Bajos      | Netherlands Albums Chart | 36             |
| Portugal          | Portuguese Albums Chart  | 25             |
| Reino Unido       | UK Albums Chart          | 29             |

## Personal
- Julia Holter: voz, teclado, composición, producción y arreglos.
- Cole MGN: producción, arreglos, mezcla e ingeniería.
- David Ives: masterización.
- Darrel Throp: ingeniería.
- Bill Mims: asistente de ingeniería.
- Jake Viator: asistente de ingeniería.
- Corey Fogel: percusión.
- Kenny Gilmore: percusión.
- Devin Hoff: bajo.
- Danny Meyer: saxofón y clarinete.
- Chris Speed: saxofón.
- Andrew Tholl: violín.
- Christopher Votek: violonchelo.
- Rick Bahto: fotografía.
- Matthew Cooper: diseño de fotografía.

Fuente: Folleto de Have You in My Wilderness.